# Teofil Gerstmann
Teofil Gerstmann (ur. 1843 w Grabie, zm. 25 września 1907 we Lwowie) – polski nauczyciel.

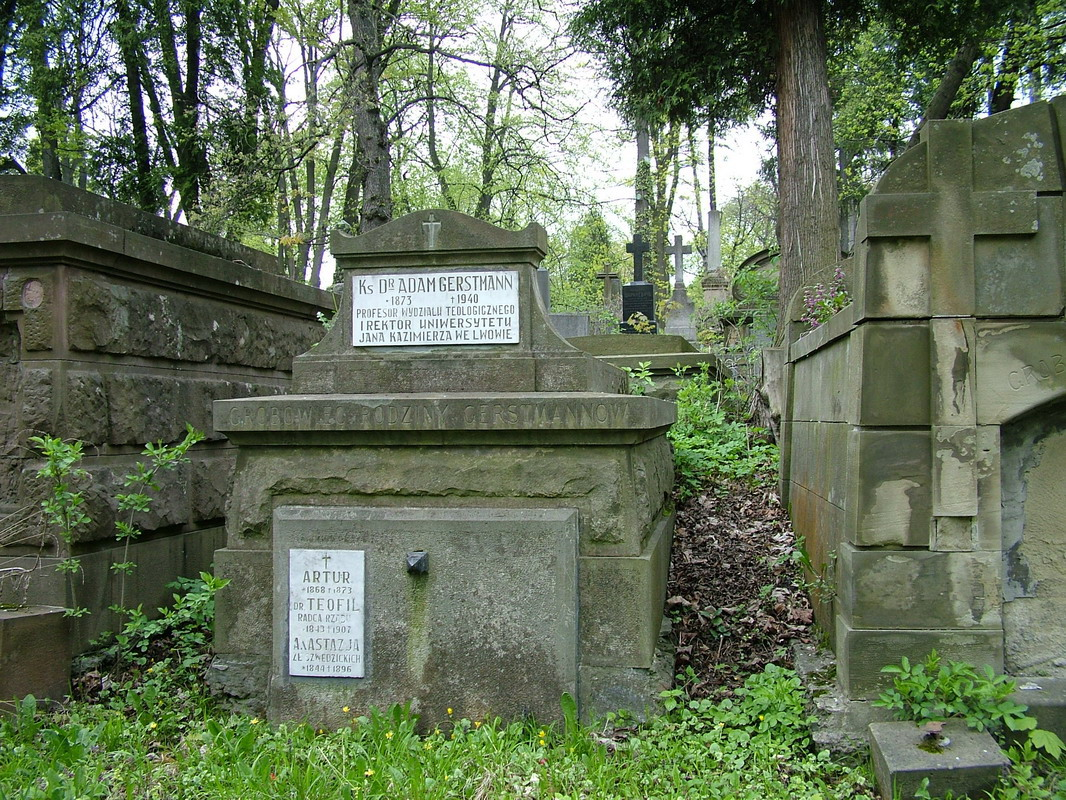
Grobowiec rodziny Gerstmann we Lwowie

## Życiorys
Urodził się w 1854 w Grabie. Ukończył szkołę średnią we Lwowie i Wydział Filozoficzny Uniwersytetu Lwowskiego. Już podczas studiów wstąpił do służby w szkolnictwie zostając suplentem w gimnazjum akademickim. Później uzyskał stopień naukowy doktora filozofii. Został nauczycielem rzeczywistym w szkole realnej we Lwowie. W 1872 został prowizorycznym kierownikiem tej szkoły oraz jej filii. Równolegle był profesorem w gimnazjum niemieckim. Pracował także w Nowym Sączu. Od 1889 (objął urzędowanie 1 września) do 1906 przez 17 lat pełnił stanowisko dyrektora C. K. I Wyższej Szkoły Realnej we Lwowie. W szkole do końca uczył historii powszechnej. Otrzymał tytuł c. k. radcy rządu. Ze stanowiska dyrektora w 1906 został przeniesiony w stan spoczynku po 42 latach pracy.
Przez 29 lat był radnym miasta Lwowa (1873-1880, 1880-1905). Tam był członkiem sekcji szkolnej oraz delegatem do C. K. Rady Szkolnej Krajowej przez trzy kadencje. Był członkiem i przez 25 lat wiceprezesem Towarzystwa Pedagogicznego. Wspólnie z Józef Żulińskim wprowadził tzw. kolonie wakacyjne.
Zmarł nagle 25 września 1907 we Lwowie. Został pochowany w rodzinnym grobowcu na Cmentarzu Łyczakowskim we Lwowie.

## Odznaczenie
- Pro Ecclesia et Pontifice – Watykan (przyznany przez papieża Piusa X)

## Publikacje
- Sprawozdania Dyrekcyi C. K. Wyższej Szkoły Realnej we Lwowie